# Теория медиа недомогания
Теория медиа недомогания — теория пагубного воздействия массмедиа на современную демократию, вызывающее политическую апатию и отчуждение общества. Эта теория была предложена в 1976 году Робинсоном, но позднее многие её аспекты были добавлены другими теоретиками. Большая часть исследований по данной теории была проведена в Соединённых Штатах, и в конце концов теоретики разошлись во мнениях. Одни обвинили только телевидение, в то время как другие верят во всеобщее «недомогание», нежели лишь одного медиа источника. Одними с первых теоретиков являются Курт и Глэдис Ленг, Беккер, Уитни, Паттерсон, в то время как более поздними являются Беннет, Рейн и Ньютон.

## Суть теории
Современные СМИ оказывают огромное влияние на современное правительство и политику, но характер этого воздействия противоречив. Некоторые утверждают, что их влияние на демократию является негативным и придумали для этого термин «видео недомогание». Считается, что рыночная конкуренция и поиск более широкой аудитории и большего тиражирования заставляют СМИ фокусироваться на резких новостях, особенно на негативных новостях о преступности и конфликтах, смерти и стихийных бедствиях, политической некомпетентности и коррупции, сексе и скандале, на чём-либо сенсанционном. Если конфликта мало, то СМИ будут преувеличивать то, что уже есть, или пытаться его создать. «Нападение журналистики», являющееся распространённым фактором, отрицательно влияет на политиков и политические институты и призывает политиков негативно воздействовать на своих оппонентов, не заявляя о своей собственной позиции. Такое сочетание отрицательных новостей, наступление журналистов и негативной политики, как правило, создаёт повсеместное чувство цинизма, недоверия и подозрительности к современной политики и политикам.
Кроме того, новости — скоропортящийся товар; вчерашние события заглушаются сегодняшними заголовками, поскольку СМИ соревнуются в выпуске более актуальных новостей. Существует также большой поток новостей, потому что они собираются во всем мире и транслируются почти мгновенно. В результате большинство тем затрагиваются все более кратким и поверхностным образом, и публике представлен беспрерывный поток быстро меняющихся и едва объяснённых событий — отрывков новостей, которые перескакивают с одного на другой с изумительной скоростью. Этот эффект «быстрых скачков» создаёт политическую путаницу, усталость, отчуждение и недоверие среди многих граждан, которым не хватает информации, понимания и мотивации, чтобы понять новости.
Британские данные свидетельствуют о том, что огромное освещение в средствах массовой информации выборов, приводит к политической перегрузке у некоторых людей, которые не привыкли работать с большими потоками информации, что приводит к прекращению приобретения газет на более поздних этапах выборов. В Соединённых Штатах экспериментальные и обзорные исследования утверждают, что телевизионные новости имеют тенденцию к демотивированию и обездвиживанию людей политически, а также приводят к тому, что выбранные должностные лица и государственные учреждения не отвечают интересам общественности.

##### Телевидение
Самая сильная форма теории недомоганий сосредоточена на телевидении, а не на печатных СМИ, что создаёт не только сам контент телевидения, но и сам способ преподнесения, которая делает невозможным информирование и воспитание в лучшей Ретианской традиции. В лучшем случае, оно может только забавлять и развлекать; в худшем случае оно смущает и отчуждает политически, делегитимирует политическую систему и подрывает демократию. Робинсон утверждает, что те, кто «проваливается в новости», — то есть те, кто слушает телевизионные новости, потому что телевидение включено, — являются теми кто страдает от «видео недомогания», потому что у них нет под рукой хорошей газеты или наличия политической дискуссии с друзьями, чтобы помочь им понять и истолковать новости. Те же, кто включил телевидение для того чтобы следить за новостями, скорее всего будут лучше подготовлены для правильного понимания и истолкования того, что в ином случае вызывало бы у них недоумение и противоречивое мнение.
Путнам утверждает, что телевидение является главным «подозреваемым» в снижение социального капитала в Соединённых Штатах. Телевидение вытаскивает людей из общества, и тем самым, в значительной степени, несёт ответственность за гражданское разъединение, потерю общности и приватизацию современной жизни. Цитируя исследования, показывающие, что телевидение, как правило, денационализирует людей, делает их испуганными, отчуждёнными, изолированными и дезориентированными, Путнам утверждает, что телевидение связано с растущим уровнем недоверия и отчуждения в Соединённых Штатах.
Некоторые исследования в меньшей степени поддерживают теорию видео недомогания. По словам Норриса, обвинение в том, что телевидение является основной причиной недоверия и доверия к американской демократии, в лучшем случае недоказано и, в худшем случае, неправдоподобно. Она также считает, что просмотр телевизионных новостей в Британии связан с высоким уровнем политических знаний, участия и личной работоспособностью. В Германии анализ Хольцы-Бачи первой волны, долгосрочного и многократного исследования, показывает, что подверженность телевизионным новостям и газетам не связана с видео недомоганием, в то время как политическое отчуждение и низкое участие связаны с большими дозами развлечений в СМИ.

##### Другие медиа
Хотя большинство теорий недомогания концентрируется на телевидении («видео недомогание»), проблема заключается не только в телевидении, но и во всех формах современных средств массовой информации, как печатных, так и электронных. Следовательно, здесь предпочтительнее термин «медиа недомогание». Этот термин широко используется для охвата тех типов демократической патологии, которые вызваны, по крайней мере частично, современными СМИ — политическая апатия, отчуждение, недоверие, цинизм, путаница, разочарование и даже страх.

## Этапы развития теории
Своё начало теория берёт в 1960-е годы, именно тогда впервые упоминается в политической литературе термин «медийное недомогание». Первыми исследователями в данной области были Курт и Глэдис Ленг, которые нашли взаимосвязь между распространением массмедиа и ростом разочарования общественности в американской политике. Как считали исследователи, телевидение поощряло общественный цинизм, акцентируя внимание на политическом конфликте, не упоминая при этом о политической рутине. Этот процесс оказывал большое влияние именно на «случайную» аудиторию, которая смотрела новости потому, что в этот момент был включён телевизор, не проявляя при этом заинтересованности к сфере политики. На тот момент общественность не восприняла всерьёз эту точку зрения, будучи убеждёнными что массмедиа в незначительной степени влияет на политическое сознание граждан.
В 1970-е годы данный феномен продолжает развиваться и набирает популярность в США, так как именно он объясняет наиболее точно растущее общественное разочарование в государстве только что завершившем войну во Вьетнаме и Уотергейте. В 1976 г. М. Робинсон первым популяризовал термин videomalaise (с англ. «видеонедомогание») для описания взаимосвязи между американской телевизионной журналистикой и политическим цинизмом, социальным недоверием, недостатком политической эффективности, которое наблюдалось в обществе в середине 70-х гг. прошлого столетия.
В 1980-х общественный сектор в Западной Европе был охвачен волной широкомасштабной приватизации. В тот же период наблюдалось развитие альтернативных коммерческих телеканалов, которые, уничтожив монополию общественного телевидения, несколько снизили государственное субсидирование общественного телевидения. У. Шульц отмечает, что в Германии снижение уровня популярности общественного телевидения и успех коммерческих телеканалов, которые фокусировались на сенсационном и негативном аспектах политических новостей, вызвали рост общественного цинизма.
В 1990-е определение «медийное недомогание» уже активно используется специалистами по массовым коммуникациям, а затем социологами и политологами. Основой теории «медийного недомогания» является положение о негативном влиянии процессов политической коммуникации через СМИ на общественность.